# Južna Australija
Južna Australija (eng. South Australia) je australska država na jugu kontinenta. Graniči sa Zapadnom Australijom, Queenslandom, Sjevernim teritorijem, Novim Južnim Walesom i Victoriom.